# Maison Bleue (Saint-Laurent-du-Maroni)
Pour les articles homonymes, voir Maison bleue (homonymie).
La Maison Bleue est un monument historique de Guyane situé dans la ville de Saint-Laurent-du-Maroni.
Le site est inscrit monument historique par arrêté du 31 août 1995.